# Moyenneville (Somme)
Moyenneville je francouzská obec v departementu Somme v regionu Hauts-de-France. V roce 2010 zde žilo 679 obyvatel.